# 扎克·普萊薩
扎克·羅伯特·普萊薩（英語：Zach Robert Plesac，1995年1月21日—）是一名美國職棒大聯盟的投手，目前為自由球員，他先前曾效力於守護者與天使兩隊，他在2019年登上大聯盟。

## 生涯

### 業餘生涯
扎克·普萊薩出生於印地安納州克朗波因特，中學就讀克朗波因特高中，在那裏他得到了許多榮譽。2014年，他被波爾州立大學錄取，並在校隊波爾州立紅雀隊裡打球。在他的菜鳥年，其戰績為12勝2敗、防禦率2.11並在25場比賽中先發6場，另外還取得6次救援成功，從而贏得大學棒球報紙年度新人投手的榮譽。他也被選為美國棒球教練協會/羅林斯全中西區隊成員、全國大學棒球作家協會全美新人、路易斯維爾強棒全美第三隊成員、中美國聯盟年度新人投手，以及全美大學棒球新人（Collegiate Baseball Freshman All-American）。2015年，帶著16場先發5勝5敗、防禦率3.27的成績，他贏得了All-MAC第二隊的榮譽。同年，他也為鱈魚角棒球聯盟的韋勒姆蓋特曼隊出賽，留下0勝2敗、防禦率11.88的成績。

### 職業生涯
在2016年美國職棒大聯盟選秀會上，普萊薩在第12輪（總序位第362位）被克里夫蘭印地安人隊選中，並於2016年6月29日簽約，附帶十萬美元的簽約獎金，但他簽約後並未於2016年出賽。
2017年普萊薩開始了他的職棒生涯，在短期1A中代表馬霍寧山谷拳擊家隊出賽，在八場比賽（七場先發）中取得1.38的防禦率後，被升到1A的萊克縣隊長隊，他在那裡完成了該年球季，先發六場留下1勝1敗及防禦率3.60的成績。
2018年，普萊薩同時在高階1A的林奇堡山貓隊及2A的阿克倫橡膠鴨隊出賽，合計26場先發、取得11勝6敗、防禦率3.79的成績。 2019年的球季他從阿克倫橡膠鴨隊開始出賽，隨後在五月初被升至3A的哥倫布快艇隊。
2019年5月28日，印地安人隊正式將普萊薩從快艇隊升上大聯盟。當天普萊薩在芬威球場初登板面對主場的波士頓紅襪隊，主投5+1⁄3局被擊出四支安打失一分，最終無關勝敗。
在激烈的外卡爭奪戰中，普萊薩曾完封洛杉磯天使隊一場，僅被擊出四支安打，這場比賽也是普萊薩生涯首場完投及完封。本季結算時，普萊薩先發21場取得8勝6敗，並在115+2⁄3局裡投出88次三振。
2020開季的首場先發面對白襪隊，普萊薩就投出生涯最佳比賽之一，主投8局奪下十一次三振未失分。8月9日，普萊薩違反美國職棒大聯盟的COVID-19協議，在與白襪隊比賽後和芝加哥的朋友碰面，被印地安人隊派車送回家，隨後他發表了道歉聲明。9月18日，普萊薩第二局面對底特律老虎隊的三名打者（豪爾赫·博尼法奇奧、尼科·古德倫姆、奧斯汀·羅邁），僅以九球就將三人三振出局，達成完美一局。
普萊薩在2020年克里夫蘭印地安人球季裡出賽八場，拿下4勝2敗、防禦率2.28及55+1⁄3局57次三振的紀錄。

## 個人生活
普萊薩的叔叔丹·普萊薩曾於1986年至2003年間在大聯盟出賽。另外一位叔叔喬·普萊薩（Joe Plesac）則曾於1982年至1987年間於小聯盟出賽過。

## 外部連結
- 球員資訊和成績在MLB，ESPN，Baseball-Reference，Fangraphs，Baseball-Reference (Minors)（英文）